# Loddington
Loddington is een civil parish in het bestuurlijke gebied Harborough, in het Engelse graafschap Leicestershire met 230 inwoners.